# Wuchang missionsstation

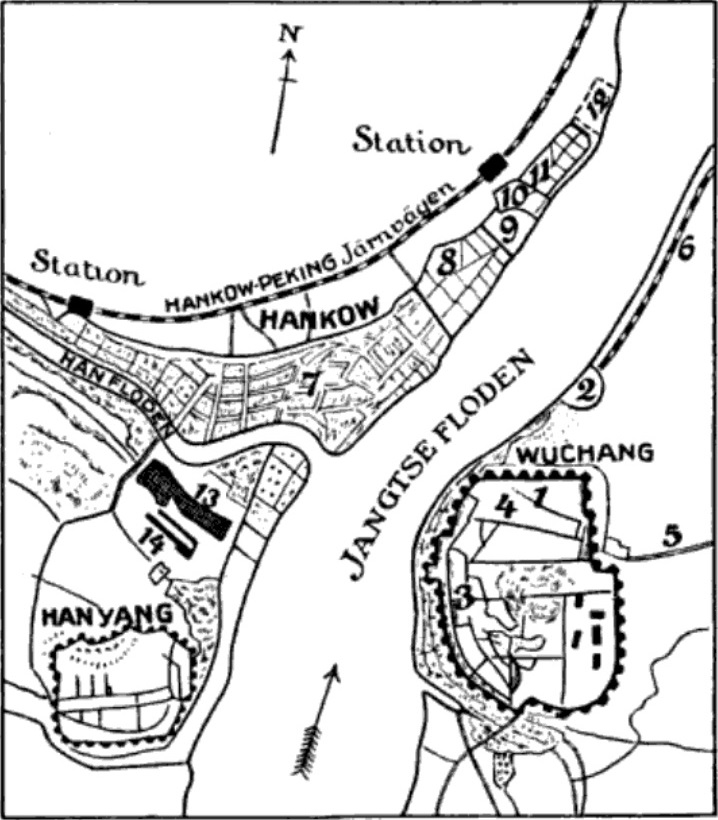
Karta över Wuchang missionsstation ur boken Tjugofem år i Kina (1916). 1) Missionsstationen, 2) Kapellet och skolor i Shinho, 3) Kapell och skolor vid Hanyangmen, 4) Gatkapellet vid Chaohomen, 5) Vägen till utstationen Jufangling, 6) Den påbörjade järnvägen, 7) Staden i Hankow 8) Engelska, 9) Franska, 11) Tyska, och 12) Japanska koncessionen, 13) Järnverken i Hanyang, 14) Arsenalen i Hanyang.

Wuchang missionsstation var den första missionsstationen inom Svenska missionsförbundet kinamission. Den grundades 1891 i staden Wuchang, Hubei, som ligger på den östra sidan av Yangtzefloden ca 100 mil från Shanghai. Idag utgör Wuchang en del av storstaden Wuhan men vid tiden för etableringen av missionsstationen fanns det tre städer på platsen. På andra sidan floden låg Hankow och Hanyang vilka skildes åt av Hanfloden, en biflod till Yangtzefloden. Det byggdes totalt tre kyrkor - Vägens, Sanningens och Livets kyrka. Livskyrkan lär fortfarande finnas kvar (1990), men används som väskfabrik.

## Första tiden
Den 25 november 1890 anlände familjen Sköld till Wuchang. Det var Johan och hans fru Eva Charlotta (född Eriksdotter) och sönerna Johannes (Hannes) och Efraim (Effim). På våren 1891 köpte de en tomt med två hus som byggdes om och året därpå kunde de flytta in. Stationen kom att fungera som en sluss för missionärer som skulle ut på fältet i Centralkina. Många av de svenska missionärerna kom att bo korta eller längre perioder av sin vistelse i Kina på Wuchangstationen.
Språket var en stor svårighet inledningsvis och det dröjde innan missionärerna behärskade språket tillräckligt för att kunna hålla gudstjänster. I november 1892 invigdes den första predikolokalen i Wuchang. Den rymde 100 personer men kunde snart utvidgas. Sven Fredén kom till Wuchang 1893 och skulle få stor betydelse inte minst för missionens skolundervisning. 1899 hade församlingen i Wuchang 68 medlemmar.
Ett gatkapell låg fem minuters gångväg från stationen. Där hölls predikningar och missionärerna förmedlade böcker. Inledningsvis hyrdes lokalen men 1900 köptes lokalen och en tjänstebostad kunde inrättas i anslutning till kapellet. Missionsstationen inspekterades av missionsförbundets ledare Paul P. Waldenström 1907. I början av 1911 grundade missionärerna ytterligare en predikoplats i en tidigare smedja i en annan del av staden 20 minuters väg från huvudstationen i en tättbefolkad stadsdel. Det här blev den första av Wuchangs så kallade utstationer.

S.M.F:s första missionärer och deras bostad, 1890-91. Till vänster syns Anders Daniel Johansson och Otto Fredrik Wikholm. Till höger Johan Sköld och hans fru och barn.

### Skolundervisning
Redan från 1892 bedrev missionärerna skolundervisning vid stationen. En av de första eleverna var Marcus Cheng som kom till skolan samma år. Han blev sedan lärare vid evangelistskolan i Wuchangstationen vilken startade 1905. En stor del av de övriga missionsstationernas skolundervisning kom senare att administrerades och styras från Wuchang. Många av lärarna och evangelisterna introducerades här.

## Flyktingläger
I samband med att japanerna anfaller området i det Andra sino-japanska kriget (1937-1945) anlade Wuchangstationen ett flyktingläger.

## De svenska missionärerna lämnar Wuchangstationen
De svenska missionärerna blev utvisade från Wuchang och Kina 1951. Församlingen hade då 1 047 medlemmar. Idag finns en ekumenisk församling som tillhör Tre Själv-kyrkan. De missionärer som längst vari stationerade i Wuchang var Frans Edvard Lund, familjen Sköld, familjen Fredén, Hilma Börjeson, Anna Jönsson och familjen Fagerholm.